# Kap Lopez

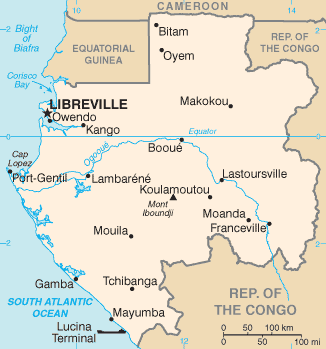
Karta över Gabon.

Kap Lopez är en halvö på kusten av västra Centralafrika, i staten Gabon. Den avskiljer Guineabukten från övriga Atlanten och ligger på latituden −0,63° (0° 37' S) och longituden 8,7° (8° 43' E). Kap Lopez ligger i Ogooué-flodens delta, på norra änden av Île Mandji, och skyddar hamnorten Port-Gentil.
Udden har sitt namn efter den portugisiske upptäcktsresanden Lopes Gonçalves, som seglade i området under sent 1500-tal.